# Sacrifice (2012)
Sacrifice (2012) foi um evento pay-per-view de wrestling profissional promovido pela Total Nonstop Action Wrestling, ocorreu no dia 13 de maio de 2012 no Impact Wrestling Zone em Orlando, Florida. Esta foi a oitava edição da cronologia do Sacrifice.

## Antes do evento
Sacrifice teve lutas de wrestling profissional envolvendo diferentes lutadores com rivalidades e storylines pré-determinadas que se desenvolveram no Impact Wrestling — programa de televisão da Total Nonstop Action Wrestling (TNA). Os lutadores interpretaram um vilão ou um mocinho seguindo uma série de eventos para gerar tensão, culminando em várias lutas.

## Resultados
| Nº                             | Lutas                                                | Estipulação                                          | Duração |
| ------------------------------ | ---------------------------------------------------- | ---------------------------------------------------- | ------- |
| 1                              | Daniels e Kazarian derrotaram Samoa Joe e Magnus (c) | Tag Team match pelo TNA World Tag Team Championship  | 10:54   |
| 2                              | Gail Kim (c) derrotou Miss Tessmacher                | Singles match pelo TNA Knockouts Championship        | 07:10   |
| 3                              | Devon (c) derrotou Robbie E e Robbie T               | Three-Way match pelo TNA Television Championship     | 05:28   |
| 4                              | Mr. Anderson derrotou Jeff Hardy                     | Singles match                                        | 11:36   |
| 5                              | Crimson derrotou Eric Young (com ODB)                | Singles match                                        | 06:08   |
| 6                              | Austin Aries derrotou Bully Ray por submissão.       | Singles match                                        | 13:18   |
| 7                              | Kurt Angle derrotou A.J. Styles por submissão.       | Singles match                                        | 20:45   |
| 8                              | Bobby Roode (c) derrotou Rob Van Dam                 | Ladder match pelo TNA World Heavyweight Championship | 15:27   |
| (c) - Campeão(s) antes da luta |                                                      |                                                      |         |